# 2070-ті
2070-ті роки — VIII десятиліття XXI століття нової ери, включає роки з 2070 по 2079.

## Примітні передвіщення і відомі події

### 2070
- У лютому повідомлення METI, назване Teen Age Message, відправлене з 70-метрової радіоантени П-2500 (РТ-70) на 3-му майданчику НЦУВКЗ Євпаторія, досягне зорі HD 197076.

### 2071
- Очікується, що супутник Просперо, так само відомий як X-3, впаде на Землю.  8 [джерело?]

### 2072
- Стануть доступними для публічного доступу результати перепису населення в США в 2000 році.
- 20 березня буде відкрита капсула часу в сховище в місті Стейнбах, Нью-Джерсі.

### 2074
- Буде завершений Великий зелений мур у Китаї.

### 2076
- Близько 31 травня планетоїд Седна, як очікується, досягне свого перигелію в найближчій до Сонця точці. Очікувана відстань складе 76 а.е., або 76 відстаней від Землі до Сонця. У Седни висока еліптична орбіта, що ускладнює її виявлення, — в афелії висота орбіти становить 942 а.е. Ця дата може бути змінена, оскільки орбіта Седни все ще уточнюється.
- 4 липня США відсвяткують своє трьохсотріччя.

### 2079
- 1 травня передвіщене повне сонячне затемнення буде спостерігатися в Галіфаксі, Нова Шотландія в Канаді.
- 6 червня поля типу smalldatetime в базах даних  SQL-серверів будуть посилатися на 1 січня 1900 року.
- 25 червня всі пісні Майкла Джексона перейдуть в суспільне надбання.
- 11 серпня Меркурій затьмарить Марс вперше після 578 року. Це рідкісне, але добре спостережуване затемнення планет в XXI столітті.

## Біблійські посилання
- Беда обчислив, що кінець світу відбудеться У 2076 році, екстраполювавши від біблійних джерел для народження Ісуса[1].

## Вигадані дати
- У 2072 відбувається дія гри Deus Ex: Invisible War.
- В 2070 році відбувається будівництво нових міст в грі Anno 2070.
- Картина «Jabberjaw», знята в 1970-х роках, розповідає про підводну цивілізацію, що живе У 2076 році.
- Дії відеоігор Forsaken і Cyberpunk 2077 відбуваються в 2077.
- 2070-ті роки — час дії 4-го випуску гри «Shadowrun».
- 23 жовтня 2077 у всесвіті Fallout завершується III Світова війна. Гине велика частина населення Землі, а сама Земля перетворюється на випалену атомним вогнем пустелю.